# Ваді-Хальфа
Ваді-Хальфа (араб. وادي حلفا) — місто у північній частині Судану, на правому березі річки Ніл, поруч із штучним озером Насера, за 10 км нижче за 2-й нільський поріг, поруч із кордоном з Єгиптом.

## Опис
Первинно місто, що мало таку назву, було затоплено водами водосховища. Тому сучасне місто було збудовано за 2 км від озера. Населення Ваді-Хальфи налічує близько 15 000 осіб.
Ваді-Хальфа є вузлом пасажирського й товарного транспорту країни. Місто є кінцевою станцією залізничної лінії, що сполучає Ваді-Хальфу зі столицею — Хартумом. Поромна лінія озером Насера сполучає Ваді-Хальфу з єгипетським містом Асуан. Аеродром з ґрунтовою злітною смугою нині не функціонує.

## Клімат
Місто знаходиться у зоні, котра характеризується кліматом тропічних пустель. Найтепліший місяць — червень із середньою температурою 32.2 °C (90 °F). Найхолодніший місяць — січень, із середньою температурою 15.6 °С (60 °F).
| Клімат Ваді-Хальфи      | Клімат Ваді-Хальфи | Клімат Ваді-Хальфи | Клімат Ваді-Хальфи | Клімат Ваді-Хальфи | Клімат Ваді-Хальфи | Клімат Ваді-Хальфи | Клімат Ваді-Хальфи | Клімат Ваді-Хальфи | Клімат Ваді-Хальфи | Клімат Ваді-Хальфи | Клімат Ваді-Хальфи | Клімат Ваді-Хальфи | Клімат Ваді-Хальфи |
| Показник                | Січ.               | Лют.               | Бер.               | Квіт.              | Трав.              | Черв.              | Лип.               | Серп.              | Вер.               | Жовт.              | Лист.              | Груд.              | Рік                |
| Абсолютний максимум, °C | 37                 | 41                 | 46                 | 52                 | 48                 | 48                 | 48                 | 47                 | 47                 | 47                 | 46                 | 38                 | 52                 |
| Середній максимум, °C   | 23                 | 26                 | 31                 | 36                 | 40                 | 41                 | 41                 | 40                 | 38                 | 36                 | 30                 | 25                 | 34                 |
| Середня температура, °C | 15                 | 17                 | 21                 | 26                 | 30                 | 32                 | 32                 | 31                 | 30                 | 27                 | 22                 | 17                 | 25                 |
| Середній мінімум, °C    | 7                  | 8                  | 12                 | 16                 | 21                 | 23                 | 23                 | 23                 | 22                 | 19                 | 14                 | 9                  | 16                 |
| Абсолютний мінімум, °C  | 0                  | 1                  | 2                  | 7                  | 11                 | 13                 | 17                 | 13                 | 13                 | 5                  | 3                  | −2                 | −2                 |
| Днів з дощем            | 0                  | 0                  | 0                  | 0                  | 0                  | 0                  | 0                  | 0                  | 0                  | 0                  | 0                  | 0                  | 0                  |
| Вологість повітря, %    | 39                 | 31                 | 23                 | 18                 | 17                 | 16                 | 19                 | 24                 | 26                 | 28                 | 35                 | 38                 | 26                 |
| ----------------------- | ------------------ | ------------------ | ------------------ | ------------------ | ------------------ | ------------------ | ------------------ | ------------------ | ------------------ | ------------------ | ------------------ | ------------------ | ------------------ |
| Джерело: Weatherbase    |                    |                    |                    |                    |                    |                    |                    |                    |                    |                    |                    |                    |                    |